# Sullivan (Illinois)
Sullivan – miasto w Stanach Zjednoczonych, w stanie Illinois, w hrabstwie Moultrie.

## Demografia
Zgodnie ze spisem statystycznym z 2000, miasto liczyło 4326 mieszkańców. W 2023 liczba mieszkańców nieznacznie spadła do 4272 osób, a gęstość zaludnienia do 806 osób/km².